# 合志正臣
合志 正臣（ごうし まさおみ、1977年6月22日 - ）は、熊本市北区出身の競輪選手。 日本競輪学校（当時。以下、競輪学校）第81期生。日本競輪選手会熊本支部所属、ホームバンクは熊本競輪場。師匠は青木宏親（熊本・13期）。血液型はA型。

## 戦績
熊本市立楠中学校卒業後に進学した熊本県立熊本工業高等学校では高校球児（2番左翼手）として活躍し、1995年には荒木雅博、松本輝、幼稚園から高校まで同級生だった田中雅興らとともに第67回選抜高等学校野球大会でベスト16入りを果たした経験をもつ。
卒業後は競輪に転向し、81期生として競輪学校に入学。同期には長塚智広、加藤慎平らがいる。
初出走は1998年8月8日の熊本競輪場で、初勝利も同レース。また、同開催では完全優勝を果たした。
デビューから4年後となる2002年の全日本選抜競輪でGI初優出（5着）を果たし、その頃からS級上位に定着した。2006年10月には岐阜競輪場で行われた共同通信社杯競輪でGII初優勝を果たし、さらにその直後のいわき平競輪場で行われた全日本選抜競輪では直線で神山雄一郎を差し切り、見事にGI初優勝を飾った（熊本勢では宮路雄資以来）。
2008年は3月に日本選手権競輪の決勝で2着に入ったものの、その後大きく成績を崩したためKEIRINグランプリ出場は果たせなかったが、年間獲得額賞金上位により2009年はS級S班格付となった。

## 主な獲得タイトルと記録
- 2006年 - 読売新聞社杯全日本選抜競輪（いわき平競輪場）

## 競走スタイル
捲り脚を備える追込型として活躍している。身長162cmという小柄ながら最終4コーナーから直線にかけての伸びは凄まじいものがあり、トップレーサーとして活躍する原動力となっている。しかし、その豪快なスタイルが時に仇となり、落車するという事態を招くことも度々ある。落車するたびに調子を崩し悲運のレーサーと呼ばれている。